# US Open 1972 (tennis)
De 92e editie van het Amerikaanse grandslamtoernooi, het US Open 1972, werd gehouden van 28 augustus tot en met 10 september 1972. Voor de vrouwen was het de 86e editie. Het toernooi werd gespeeld op de West Side Tennis Club in Forest Hills, een wijk in het stadsdeel Queens in New York.

## Belangrijkste uitslagen
Mannenenkelspel

Finale: Ilie Năstase won van Arthur Ashe met 3-6, 6-3, 6-7, 6-4, 6-3
Vrouwenenkelspel

Finale: Billie Jean King won van Kerry Melville met 6-3, 7-5
Mannendubbelspel

Finale: Cliff Drysdale en Roger Taylor wonnen van Owen Davidson en John Newcombe met 6-4, 7-6, 6-3
Vrouwendubbelspel

Finale: Françoise Dürr en Betty Stöve wonnen van Margaret Court en Virginia Wade met 6-3, 1-6, 6-3
Gemengd dubbelspel

Finale: Margaret Court en Marty Riessen wonnen van Rosie Casals en Ilie Năstase met 6-3, 7-5
Een toernooi voor junioren werd voor het eerst in 1973 gespeeld.
1881 · 1882 · 1883 · 1884 · 1885 · 1886 · 1887 · 1888 · 1889 · 1890 · 1891 · 1892 · 1893 · 1894 · 1895 · 1896 · 1897 · 1898 · 1899 · 1900 · 1901 · 1902 · 1903 · 1904 · 1905 · 1906 · 1907 · 1908 · 1909 · 1910 · 1911 · 1912 · 1913 · 1914 · 1915 · 1916 · 1917 · 1918 · 1919 · 1920 · 1921 · 1922 · 1923 · 1924 · 1925 · 1926 · 1927 · 1928 · 1929 · 1930 · 1931 · 1932 · 1933 · 1934 · 1935 · 1936 · 1937 · 1938 · 1939 · 1940 · 1941 · 1942 · 1943 · 1944 · 1945 · 1946 · 1947 · 1948 · 1949 · 1950 · 1951 · 1952 · 1953 · 1954 · 1955 · 1956 · 1957 · 1958 · 1959 · 1960 · 1961 · 1962 · 1963 · 1964 · 1965 · 1966 · 1967
↓ open tijdperk ↓
1968 (m-v-md-vd-gd) ·
1969 (m-v-md-vd-gd) ·
1970 (m-v-md-vd-gd) ·
1971 (m-v-md-vd-gd) ·
1972 (m-v-md-vd-gd) ·
1973 (m-v-md-vd-gd) ·
1974 (m-v-md-vd-gd) ·
1975 (m-v-md-vd-gd) ·
1976 (m-v-md-vd-gd) ·
1977 (m-v-md-vd-gd) ·
1978 (m-v-md-vd-gd) ·
1979 (m-v-md-vd-gd) ·
1980 (m-v-md-vd-gd) ·
1981 (m-v-md-vd-gd) ·
1982 (m-v-md-vd-gd) ·
1983 (m-v-md-vd-gd) ·
1984 (m-v-md-vd-gd) ·
1985 (m-v-md-vd-gd) ·
1986 (m-v-md-vd-gd) ·
1987 (m-v-md-vd-gd) ·
1988 (m-v-md-vd-gd) ·
1989 (m-v-md-vd-gd) ·
1990 (m-v-md-vd-gd) ·
1991 (m-v-md-vd-gd) ·
1992 (m-v-md-vd-gd) ·
1993 (m-v-md-vd-gd) ·
1994 (m-v-md-vd-gd) ·
1995 (m-v-md-vd-gd) ·
1996 (m-v-md-vd-gd) ·
1997 (m-v-md-vd-gd) ·
1998 (m-v-md-vd-gd) ·
1999 (m-v-md-vd-gd) ·
2000 (m-v-md-vd-gd) ·
2001 (m-v-md-vd-gd) ·
2002 (m-v-md-vd-gd) ·
2003 (m-v-md-vd-gd) ·
2004 (m-v-md-vd-gd) ·
2005 (m-v-md-vd-gd) ·
2006 (m-v-md-vd-gd) ·
2007 (m-v-md-vd-gd) ·
2008 (m-v-md-vd-gd) ·
2009 (m-v-md-vd-gd) ·
2010 (m-v-md-vd-gd) ·
2011 (m-v-md-vd-gd) ·
2012 (m-v-md-vd-gd) ·
2013 (m-v-md-vd-gd) ·
2014 (m-v-md-vd-gd) ·
2015 (m-v-md-vd-gd) ·
2016 (m-v-md-vd-gd) ·
2017 (m-v-md-vd-gd) ·
2018 (m-v-md-vd-gd) ·
2019 (m-v-md-vd-gd) ·
2020 (m-v-md-vd) ·
2021 (m-v-md-vd-gd) ·
2022 (m-v-md-vd-gd) ·
2023 (m-v-md-vd-gd)  ·
2024 (m-v-md-vd-gd)
Lijst van US Openwinnaars